# Josef Hoop

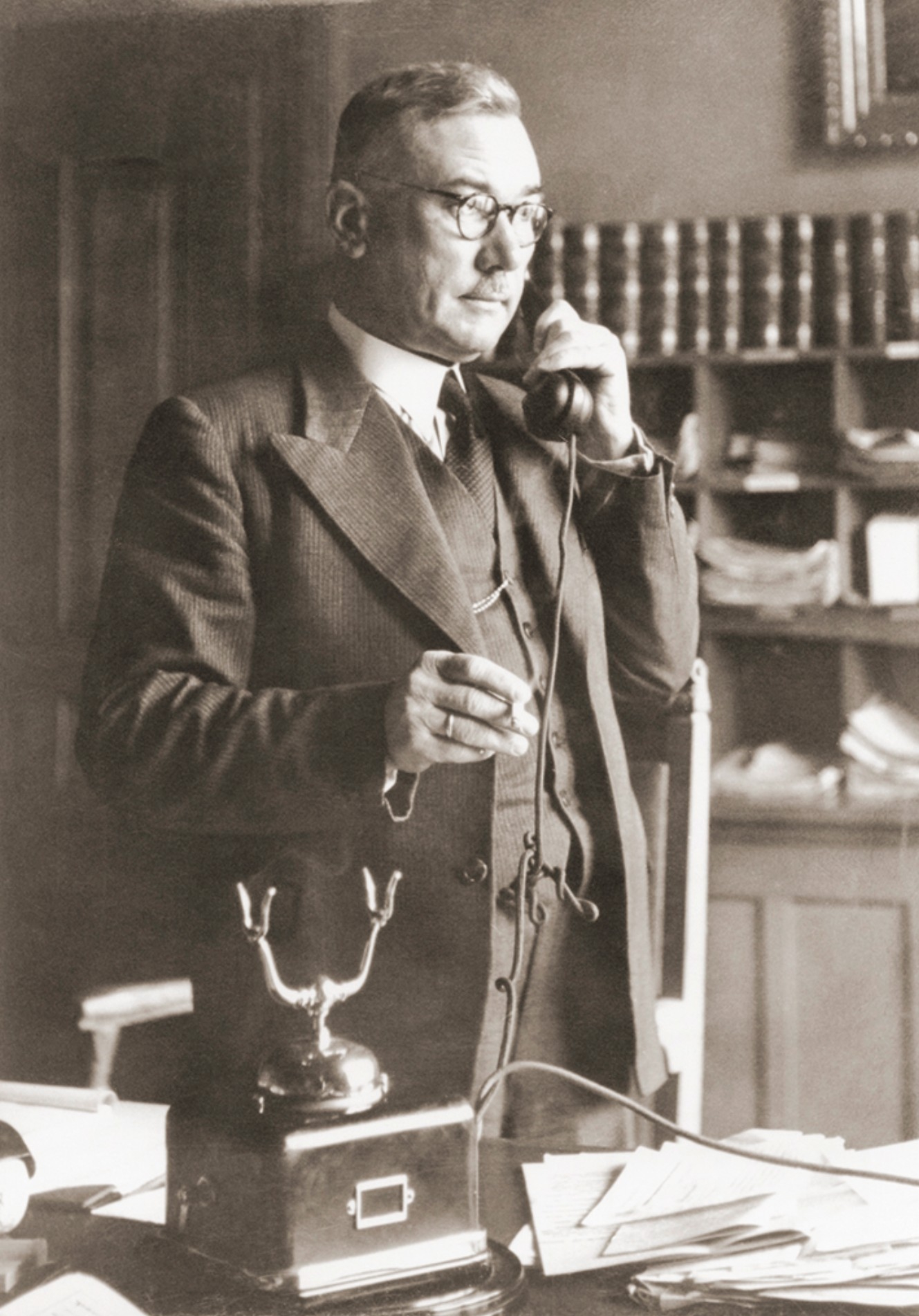
Josef Hoop in seinem Regierungsbüro in Vaduz

Josef Hoop (* 14. Dezember 1895 in Eschen; † 19. Oktober 1959 in Chur) war von 1958 bis 1959 Landtagspräsident und vom 4. August 1928 bis 3. September 1945 Regierungschef des Fürstentums Liechtenstein.

## Biografie

### Herkunft und Studium
Josef Hoop wurde am 14. Dezember 1895 als eines von neun Kindern in Eschen geboren. Seine Mutter war Berta Hoop (geb. Batliner), der Vater war Franz Josef Hoop, ein Landwirt und stellvertretender Landtagsabgeordneter.
Nach der Volksschule trat Hoop in Stans in die Mittelschule ein, setzte seine Studien im Gymnasium in Feldkirch fort, um schließlich mit der eidgenössischen Matura in Zürich abzuschliessen. Anschließend widmete er sich dem Studium der orientalischen Sprachen an der Universität Innsbruck, wo er 1920 zum Doktor der Philosophie promovierte. Bis 1923 war Hoop als Attaché und Geschäftsträger bei der liechtensteinischen Gesandtschaft in Wien tätig. 1924 trat er in den Dienst der eidgenössischen Zollverwaltung in Genf und St. Gallen.

### Regierungschef des Fürstentums Liechtenstein
Als 1928 die Fortschrittliche Bürgerpartei bei den Landtagswahlen die Mehrheit erlangt hatte, beorderte diese ihn ins Land zurück und übertrug ihm das Amt des Regierungschefs.
Josef Hoop war Mitglied der Fortschrittlichen Bürgerpartei Liechtensteins. Unter der Regierung Hoop wurde nach der Rheinkatastrophe von 1927 der Binnenkanal gebaut und die Talsohle entwässert. 1938 erhielt er aus den Händen von Fürst Franz I. das Grosskreuz des Fürstlich Liechtensteinischen Verdienstorden.

### Tätigkeiten nach der Politik
Nach dem Krieg trat er als Regierungschef zurück und begann im Alter von 50 Jahren das Studium der Rechtswissenschaften an der Universität Innsbruck, das er 1948 als Doktor juris abschloss. Hierauf gründete er eine Rechtsanwaltskanzlei in Vaduz. Er war daneben Verwaltungsratspräsident der Liechtensteinischen Landesbank und Präsident des Fürstlich Liechtensteinischen Staatsgerichtshofes. 1956 erhielt er den Titel eines Fürstlichen Justizrates. 1957 wurde er als Abgeordneter in den Landtag gewählt.